# Dicronychus mossulensis
Dicronychus mossulensis là một loài bọ cánh cứng trong họ Elateridae. Loài này được Pic mô tả khoa học năm 1912.